# Новообразцовое (станция)
Новообразцо́вое — железнодорожная станция Куйбышевской железной дороги. Расположена в городском округе Сызрань Самарской области.

## Деятельность
На станции осуществляется посадка и высадка на поезда местного и пригородного сообщений. 